# 利伯瑙 (上奥地利州)
利伯瑙（德語：Liebenau）是奥地利上奥地利州弗赖施塔特县的一个市镇。总面积76.3平方公里，总人口1802人，人口密度23.6人/平方公里（2005年）。